# Историја бивше династије Хан
Историја бивше династије Хан (поједностављени кинески: 汉书 ор 前汉书; традиционални кинески: 漢書 понекад, 前漢書 ) је класична кинеска историографска књига чије је писање довршено године 111., а чији садржај покрива историју Кине под влашћу династије Западни Хан од 206. п. н. е. до 25. н.е.. Понекад се за њу користи назив Књига Бившег Хана. Дело су саставили историчари Бан Био, Бан Гу и Бан Зхао. Друга књига Историја касније династије Хан покрива период Источног Хана од 25. до 220, а у 5. веку ју је саставио историчар Фан Је (398–445). Неки ученици су проценили да најстарији материјал у књизи датира још од периода између 206. и 202. п. н. е. Књига је такође важна као први спомен Јапана у писаној историји.